# Look Up and Laugh
Look Up and Laugh è un film del 1935 diretto da Basil Dean.

## Trama
Gracie Pearson è una comica e cantante che torna a casa per le vacanze, ma qui ci sono diversi problemi ad aspettarla. Il fratello infatti si è indebitato con uno strozzino, mentre l'attività del padre potrebbe essere sull'orlo della chiusura. Dopo aver rifiutato un ruolo nel West End per restare a casa e aiutare la famiglia, Gracie riesce a risolvere tutti i problemi dei Pearson.

## Accoglienza
Il film fu accolto positivamente dalla critica e, in particolare, da The Spectator.